# Senat von Puerto Rico
Der Senat von Puerto Rico (span.: Senado de Puerto Rico, engl.: Senate of Puerto Rico) ist das Oberhaus des Zwei-Kammer-Parlaments des Außengebietes der Vereinigten Staaten Puerto Rico.
Der Senat besteht in der Regel aus 27 Mitgliedern. Je zwei Senatoren werden von jedem der acht Wahlbezirke gestellt, elf weitere sind Ausgleichsmandate für die Bezirke mit größerer Bevölkerung. Stellt eine Partei mehr als zwei Drittel der Senatoren können der Opposition bis zu zwei zusätzliche Sitze zugestanden werden. Um als Senator gewählt werden zu können, müssen nach Artikel III., Sektion 5 der Verfassung Puerto Ricos Kandidaten US-amerikanische und puerto-ricanische Staatsbürger sein, seit mindestens zwei Jahren vor dem Wahltermin in Puerto Rico niedergelassen sein, entweder in Englisch oder Spanisch lesen und schreiben können, sowie mindestens dreißig Jahre alt sein. Die Legislaturperiode des Senats beträgt vier Jahre. Alle Senatoren werden in einer gemeinsamen allgemeinen Wahl gewählt. Die letzte Senatswahl in Puerto Rico fand 2020 statt. Gewählte Senatoren treten ihr Amt am 2. Januar nach der letzten Wahl an.